# East London Line
De East London Line is een spoorlijn van London Overground in Groot-Londen, die loopt van noord naar zuid in het oosten van Londen en de Theems kruist. De lijn is gebouwd als reguliere spoorlijn, maar werd in 1913 opgenomen in het net van de metro van Londen. De lijn werd in 2007 gesloten voor de ombouw en uitbreiding. Sinds de heropening in 2010 maakt de East London Line deel uit van London Overground en niet meer van London Underground.

## Geschiedenis

### East London Railway
In 1865 kocht de East London Railway (ELR) de Thames Tunnel, een voetgangerstunnel onder de Theems die Marc Isambard Brunel samen met zijn zoon Isambard Kingdom Brunel tussen 1825 en 1843 gebouwd had. De tunnel werd omgebouwd tot spoortunnel en op 7 december 1869 begon de dienst met stoomtreinen tussen New Cross Gate en Wapping. De lijn werd gebruikt door zes verschillende spoorwegmaatschappijen en vormde de meest oostelijke kruising van de Theems.
Nog in de 19e eeuw werd de lijn in een aantal stappen uitgebreid. Op 10 april 1876 opende de noordelijke verlenging van Wapping naar Shoreditch, met een verbinding met de spoorlijn naar station London Liverpool Street. Op 1 april 1880 werd een zuidelijke tak naar New Cross in gebruik genomen en op 3 maart 1884 kwam een verbindingsspoor met de District Line bij Whitechapel in dienst. Deze verbinding maakte de laatste decennia geen deel meer uit van het reizigersnet, maar werd nog wel gebruikt om treinen van de East London Line uit te wisselen met die van andere lijnen. De verbinding bij Shoreditch werd door treinen van het hoofdnet gebruikt om via de East London Railway diensten naar het zuiden van Engeland uit te voeren. Deze verbinding sloot in 1966, tot 1962 reden er via dit spoor ook goederentreinen over de ELR.
De stations van de lijn werden geopend in 1884, met uitzondering van Shoreditch, dat in 1913 in gebruik werd genomen. Voordien bestonden er geen lokale diensten op de East London Railway.

### Incorporatie in het metronet
In 1913 werd het traject geëlektrificeerd en in 1933 kwam het onder beheer van de London Passenger Transport Board, de voorloper van Transport for London. De lijn werd geëxploiteerd als aftakking van de Metropolitan Line en werd East London Branch genoemd, later Metropolitan Line - East London Section. In 1941 werden de doorgaande diensten gestaakt en werd de East London als zelfstandig onderdeel van de Metropolitan geëxploiteerd, waardoor alleen op station Whitechapel een verbinding met de rest van het metronet overbleef. Op kaarten werd de lijn nog steeds aangegeven met het paars van de Metropolitan Line, totdat hij in de jaren 1980 een eigen naam kreeg en in het begin van de jaren 1990 de oranje kleur toebedeeld werd.
Met de opening van de Docklands Light Railway kreeg de East London Line bij station Shadwell een tweede overstapmogelijkheid met het overige net, hoewel de stations op enige afstand van elkaar liggen en de overstap het oversteken van de openbare weg vereist. In 1999 werd tussen Surrey Quays en Rotherhithe het station Canada Water geopend, waar op de verlengde Jubilee Line overgestapt kan worden.
In 2006 werd station Shoreditch gesloten, tot dan toe het noordelijke eindpunt van de lijn. Reeds jaren werd het station slechts door een beperkt aantal treinen bediend. De meeste treinen keerden in Whitechapel.
De oude East London Line verbond negen stations (waarvan zes ondergronds) in de districten East End en Docklands. De East London Line was met een lengte van acht kilometer de op een na kortste lijn van het net. De reistijd van eindpunt naar eindpunt was 15 minuten. De lijn behoorde tot het type sub-surface, wat betekent dat hij gebruik maakte van ondiepe, via de openbouwmethode gegraven tunnels.

### Ombouw naar London Overground

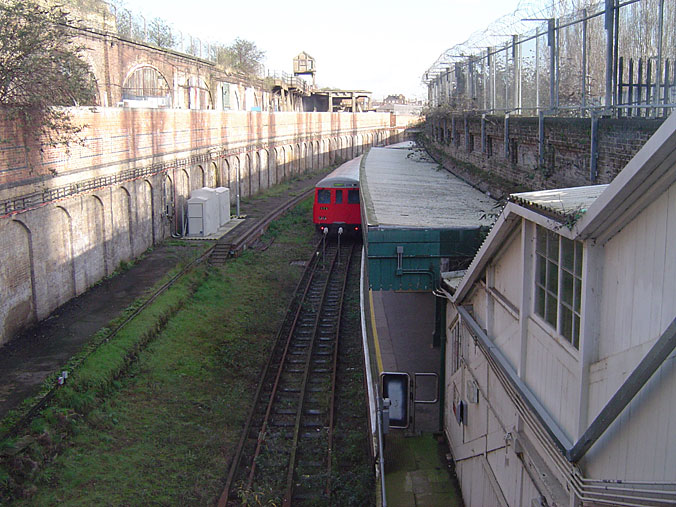
Het inmiddels gesloten station Shoreditch

Al vele jaren waren er plannen gemaakt de East London Line uit te breiden. Beoogd werd de korte, wat geïsoleerd gelegen lijn om te vormen tot een belangrijke transportas die een noord-zuidverbinding ten oosten van de City kon vormen. In 1998 verklaarde London Transport op zoek te zijn naar private financiering voor de reeds lang geplande zuidelijke verlenging. Dit project omvatte het doortrekken over de sporen van het hoofdnet van de spoorwegen, zoals al gebeurde bij de Bakerloo Line, District Line en Metropolitan Line.
In 1999 ontstonden er plannen de East London Line, samen met enkele andere "sub-surface"-metrolijnen, te integreren in het voorstadsnet van de spoorwegen. Dit is uiteindelijk gerealiseerd door de opname in het nieuwe netwerk van London Overground. De verlenging naar het noorden tot Dalston Junction kwam met een beperkte dienst in gebruik op 27 april 2010 en was op 23 mei van dat jaar volledig operationeel. De verlenging naar Highbury & Islington werd geopend op 28 februari 2011 en liep daarmee twee maanden voor op het schema, ruimschoots op tijd voor de Olympische Zomerspelen 2012.
Het project is het eerste in zijn soort dat gefinancierd is volgens het Private Finance Initiative-programma, hoewel de recente verlenging van de Jubilee Line op een vergelijkbare manier door publiek-private samenwerking tot stand kwam. De uitbreiding kostte ongeveer 600 miljoen pond en zal naar schatting 10 miljard pond opleveren voor de economie.

### Uitbreiding fase 1
In de eerste fase van het project is de lijn vanaf Whitechapel verlengd naar het noorden en aangesloten op de North London Line. Hierbij zijn de stations Shoreditch High Street, Hoxton, Haggerston en Dalston Junction toegevoegd aan de lijn. Het oude noordelijke eindpunt Shoreditch werd hiertoe in 2006 gesloten. 
Over de North London Line loopt de lijn via Canonbury naar het nieuwe eindpunt Highbury & Islington, waar op de Victoria Line overgestapt kan worden. Voor de noordelijke verlenging hoefde slechts vier kilometer nieuw spoor gebouwd worden. Het grootste deel van het traject werd gevormd uit bestaande, in onbruik geraakte, spoorlijnen.
In zuidelijke richting is de lijn verlengd naar de tak naar station London Bridge van de Brighton Main Line via een fly-over ten noorden van New Cross Gate. Behalve de nieuwe fly-over en bijbehorende werkzaamheden is gebruikgemaakt van de bestaande spoorinfrastructuur. De lijn is hierdoor uitgebreid met de stations Brockley, Honor Oak Park, Forest Hill, Sydenham, Penge West, Anerley, Norwood Junction en West Croydon. Door middel van een aftakking tussen Sydenham en Penge West wordt ook Crystal Palace bediend.
Naast de fly-over en een nieuw depot bij New Cross Gate hoefde er voor deze verlenging weinig gebouwd te worden.
De tak naar New Cross verlaat de lijn ten zuiden van Surrey Quays en sluit aan op de South Eastern Main Line.
Fase 1 is in mei 2010 in dienst genomen.

### Uitbreiding fase 2
In de tweede fase werd een verbinding van 2,5 kilometer gebouwd tussen het station Surrey Quays en de spoorlijn naar Clapham Junction. Het nieuwe spoor maakt gebruik van een bestaand spoorbed dat tot 1911 gebruikt werd door treinen tussen Rotherhithe en Peckham. Hier is in de toekomst het station New Bermondsey gepland maar de uitvoering is nog niet concreet voorzien. Vervolgens wordt de bestaande hoofdlijn gevolgd via de stations Queen's Road Peckham, Peckham Rye, Denmark Hill, Clapham High Street en Wandsworth Road. Oorspronkelijk zou de lijn via East Dulwich tot Wimbledon worden doorgetrokken, maar deze plannen zijn definitief van de baan.
Met de totstandkoming van deze verbinding is de geplande ringlijn rondom Londen gerealiseerd. Het was de bedoeling deze lijn klaar te hebben voor de Olympische Zomerspelen 2012, maar de uiteindelijke openingsdatum werd 9 december 2012. De treinen van London Overground op deze zijtak van de East London Line, die bekendstaat als de South London Line, rijden elk kwartier van Clapham Junction via Surrey Quays en Dalston Junction naar Highbury & Islington.

## Materieel

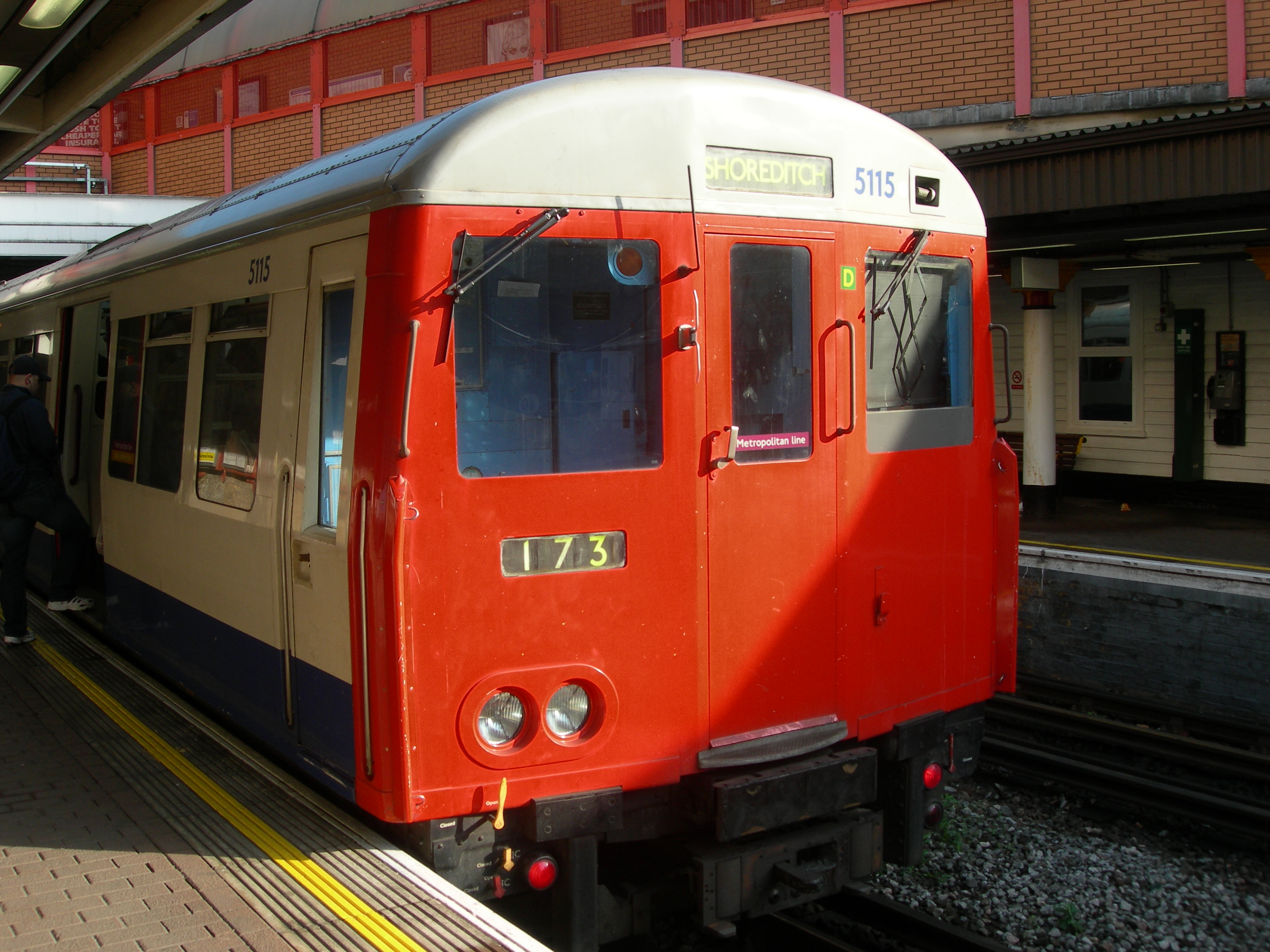
Trein van de East London Line in station Surrey Quays

### London Underground
De op de East London Line gebruikte treinen waren van het type A, het zelfde als op de Metropolitan Line gebruikte materieel. Dit was een overblijfsel uit de periode dat de East London nog een onderdeel van deze lijn was. In de jaren zeventig reed op de lijn echter tube (deep level)-materieel, het Type 1938 afkomstig van de Northern Line en de Bakerloo Line.
Tot 1985 waren de metro's bemand met zowel een bestuurder als deurwachters (de guard). Het schrappen van de laatstgenoemde functie leidde tot een korte staking.
Het "A60"- en "A62"-materieel dat de laatste jaren in dienst was, werd gebouwd in het begin van de jaren 1960 en kreeg in 1994 een uitgebreide revisie. Hierbij werden onder andere de vering, verlichting, verwarming en ventilatie vervangen. De treinen werden regelmatig uitgewisseld met materieel van de Metropolitan Line en waren over het algemeen uitgerust met routekaarten van beide lijnen. Klein onderhoud werd uitgevoerd in een klein depot nabij station New Cross, voor grotere reparaties werden de treinen naar de hoofdwerkplaats van de Metropolitan Line bij Neasden gebracht.
De dienst op de East London Line werd uitgevoerd door slechts vijf treinstellen, die elk uit vier rijtuigen bestonden. Langere treinen waren door de korte perrons niet mogelijk. Het kleine aantal treinen maakte de East London Line erg kwetsbaar voor verstoringen in de dienst, omdat bij de uitval van één trein al 20% van de capaciteit verloren ging.

### London Overground

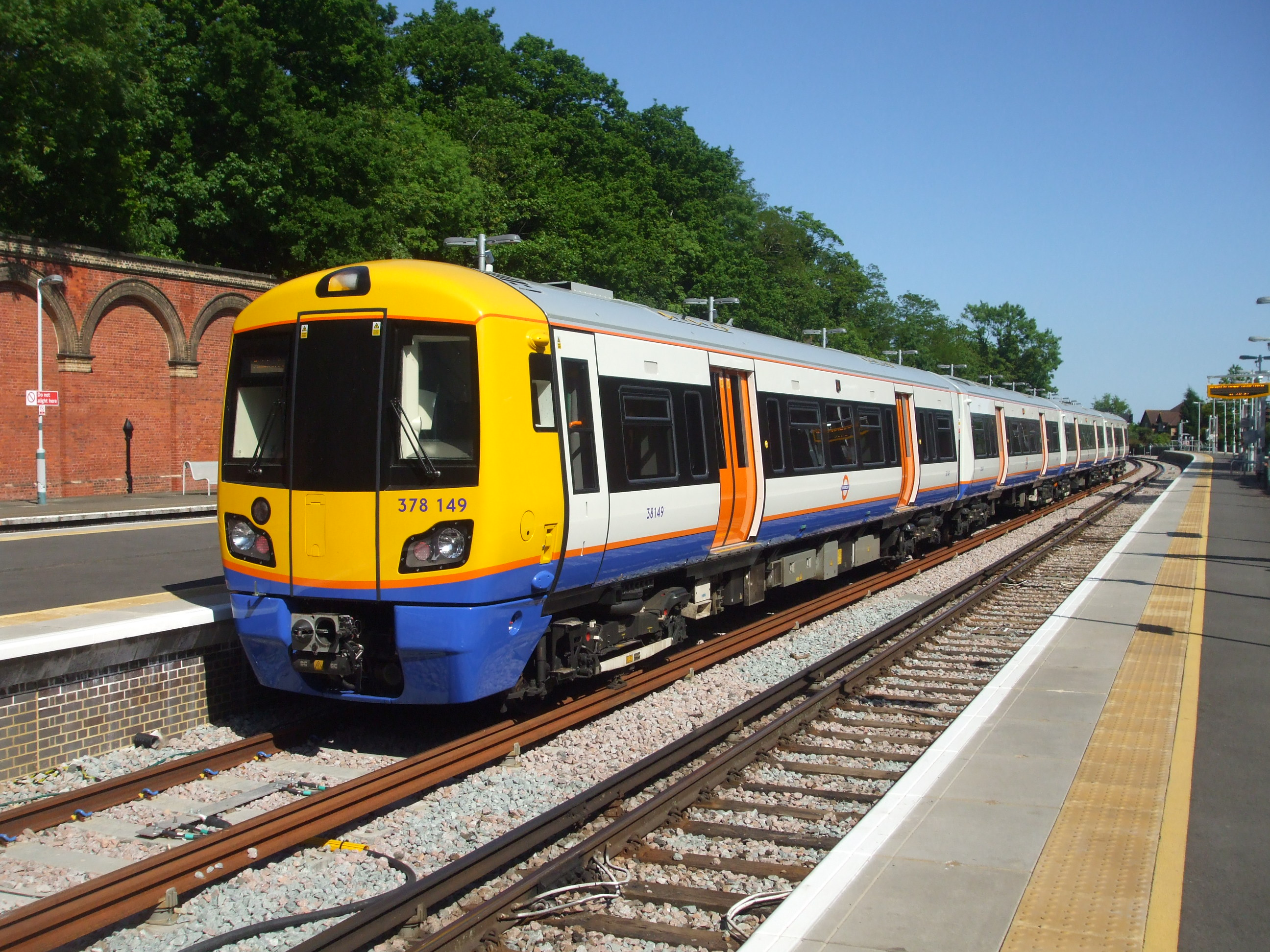
een Class 378 treinstel

Door London Overground worden treinen van het type Class 378 Capitalstar ingezet.

## Stations
van noord naar zuid
- Highbury & Islington
- Canonbury
- Dalston Junction
- Haggerston
- Hoxton
- Shoreditch High Street
- Shoreditch - geopend op 31 maart 1913, definitief gesloten op 9 juni 2006
- Whitechapel - geopend op 31 maart 1913
- Shadwell - geopend op 1 oktober 1884
- Wapping - geopend op 1 oktober 1884
- Rotherhithe - geopend op 1 oktober 1884
- Canada Water - geopend op 17 september 1999
- Surrey Quays - geopend op 1 oktober 1884
  - zijtak naar Clapham Junction (South London Line)
  - zijtak naar New Cross - geopend op 1 oktober 1884
- New Cross Gate - geopend op 1 oktober 1884
- Brockley
- Honor Oak Park
- Forest Hill
- Sydenham
  - zijtak naar Crystal Palace
- Penge West
- Anerley
- Norwood Junction
- West Croydon